# Epania paulloides
Epania paulloides là một loài bọ cánh cứng trong họ Cerambycidae.